# Villenave-de-Rions
Villenave-de-Rions – miejscowość i gmina we Francji, w regionie Nowa Akwitania, w departamencie Żyronda.
Według danych na rok 1990 gminę zamieszkiwało 286 osób, a gęstość zaludnienia wynosiła 112 osób/km² (wśród 2290 gmin Akwitanii Villenave-de-Rions plasuje się na 894. miejscu pod względem liczby ludności, natomiast pod względem powierzchni na miejscu 1550.).